# Jeff Doucet
Jeffrey Paul Doucet (* 3. Februar 1959 in Port Arthur, Texas; † 17. März 1984 in Baton Rouge, Louisiana) war ein US-amerikanischer pädophiler Entführer, der im März 1984 einen elfjährigen Jungen entführte und vergewaltigte. Kurz nach dessen Befreiung wurde Doucet vom Vater des Jungen auf dem Flughafen von Baton Rouge in einem Akt der Selbstjustiz erschossen.

## Leben
Über Jeff Doucets frühes Leben ist nur wenig bekannt. Er wuchs in Port Arthur im US-Bundesstaat Texas heran und soll bereits als Kind von einem Erwachsenen sexuell missbraucht worden sein. Daher soll er bereits früh begonnen haben, ebenfalls andere Jungen zu schlagen und zu bedrohen. Als junger Mann zog er nach Baton Rouge in Louisiana, wo er zunächst seinen Militärdienst im United States Marine Corps absolvierte und arbeitete anschließend als Trainer an einer Karateschule.
Er galt unter seinen Schülern als beliebt, vor allem, wenn er mit ihnen ins Kino oder zum Skaten ging. Im Frühjahr 1983 lernte Doucet die Brüder Mikey und Jody Plauché kennen. Jody Plauché, geboren am 27. April 1972, war das Kind von Scheidungseltern, der rasch in Jeff Doucet eine Art Vaterersatz fand. Und zunächst schien Doucet auch einen positiven Einfluss auf den Jungen auszuüben, da Jody einen Preis beim Fort Worth Pro-Am, einem Nachwuchswettbewerb für angehende Karateka, gewinnen konnte.
Im Frühsommer 1983 nahm Doucet Jody mit auf einen Ausflug mit seinem Auto. Es kam zum ersten sexuellen Missbrauch, dem in den kommenden Monaten noch viele folgen sollten. Vor allem, weil er sich so gut mit seinem Karatelehrer verstand, schwieg Jody. Da er auch keine Probleme mit seinen Eltern bekommen wollte, die eigene Probleme hatten, sagte er auch ihnen nichts von den sexuellen Übergriffen.
Im Februar 1984 beschloss Doucet, Jody zu entführen. Er holte den Jungen am 19. Februar 1984 unter einem Vorwand bei dessen Mutter ab. In 15 Minuten würde Jody zurück sein. In Wahrheit bestiegen sie kurze Zeit später einen Bus in Richtung Los Angeles. Zehn Tage befand sich Jody in der Gewalt seines Entführers. Dieser hatte sich seinen Bart rasiert und Jodys blonde Haare braun gefärbt. In verschiedenen Motels kam es zu sexuellem Missbrauch. Über Zwischenstopps in Texas, New Mexico und Arizona erreichten Vater und Sohn, für das Doucet die beiden ausgab, Anaheim in Kalifornien, wo die beiden das Disneyland Resort besuchten. Auch erlaubte Doucet dem Jungen mit seiner Mutter zu telefonieren. Dem FBI gelang es, den Anruf bis zum Motel zurückzuverfolgen. Noch am selben Tag, am 29. Februar 1984, wurde Doucet festgenommen und Jody Plauché befreit.
Nach Jodys Rückkehr zu seinen Eltern erfuhr sein Vater Gary Plauché Details über die Entführung und die vergangenen Monate. Er beschloss, sich an Jeff Doucet zu rächen. Als er über die Medien erfuhr, dass das Flugzeug, mit dem Doucet von Kalifornien nach Louisiana überstellt wurde, am Abend des 16. März gegen 21:08 Uhr landen würde, besorgte er sich einen .38 Special-Revolver. Begünstigt durch die damals noch kaum vorhandenen Sicherheitsmaßnahmen betrat er das Flughafengebäude und ging bei den Münzfernsprechern in Stellung. Es existiert ein Video, auf dem der Moment zu sehen ist, in dem Jeff Doucet die Reihe der Münzfernsprecher passiert und plötzlich ein Mann eine Waffe zückt und aus nächster Nähe auf Doucet feuert. Jeff Doucet wurde in den Kopf geschossen und sofort ins Krankenhaus gebracht. Hier starb er wenige Stunden später, am Morgen des 17. März 1984.

## Juristische Aufarbeitung
Gary Plauché wurde wegen Totschlags zu einer auf fünf Jahre Bewährung ausgesetzten Freiheitsstrafe von sieben Jahren verurteilt sowie zum Ableisten von 300 Sozialstunden. Er musste keine Haft antreten.

## Folgezeit
2011 erlitt Gary Plauché einen Schlaganfall, war ab diesem Zeitpunkt auf Pflege angewiesen und starb 2014, kurz vor seinem 69. Geburtstag.
Joseph Boyce „Jody“ Plauché studierte Psychologie, Sprachwissenschaften und Philosophie an der Louisiana State University. Bereits als Student war er Mitglied bei Men Against Violence, einer Organisation, die es sich zum Ziel gesetzt hat, gegen Gewalt am Campus vorzugehen. Von 1995 bis 2002 lebte er in Norristown, Pennsylvania, wo er im Victim Services Center of Montgomery County tätig war. Im Jahr 2002 nahm er an der The White House Conference on Missing, Exploited, and Runaway Children teil. Heute hält er Vorträge an Schulen, mit dem Ziel, Kinder und Jugendliche im Umgang mit sexuellem Missbrauch zu sensibilisieren.